# Moyen allemand oriental

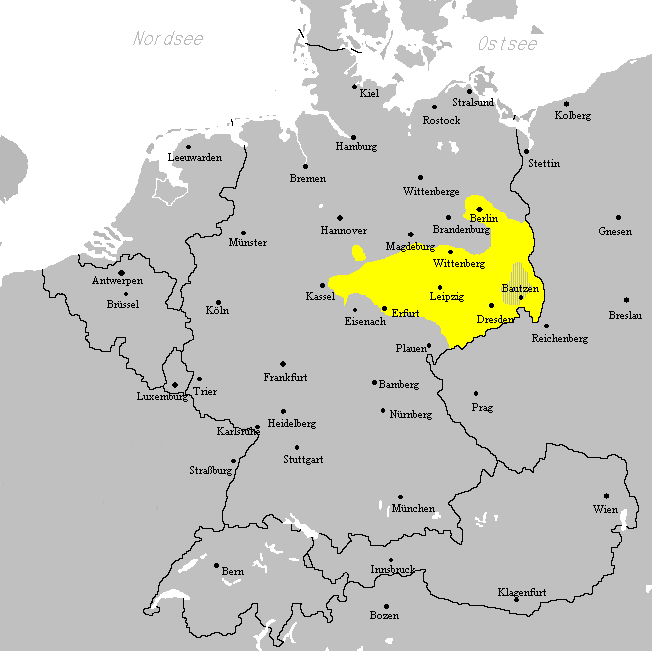
Situation géographique du moyen allemand oriental après 1945.

Le moyen allemand oriental (en allemand : Ostmitteldeutsch) est un groupe de dialectes germaniques. Il fait partie du groupe haut allemand, sous-groupe moyen allemand.

## Classification des principaux dialectes
Parlé dans le sud de l'ancienne Allemagne de l'Est (« Allemagne centrale ») et les zones adjacentes, on en distingue trois dialectes régionaux principaux : 
- Le groupe thuringien et haut-saxon, un dialecte qui est parlé dans la majorité des arrondissements des Länder de Saxe, de Thuringe, et du sud de Saxe-Anhalt.
- Le groupe lusacien et de la marche méridionale (Lausitzisch-Südmärkisch[1]), un dialecte de Berlin-Brandebourg, dont la forme la plus connue est la forme berlinoise, du nom allemand de Berlinisch (ou Berlinerisch). La spécificité de ce dialecte est qu'il comprend des éléments bas-allemands (le brandebourgeois) et des éléments haut-allemands.
- Le silésien, parlé dans la région de Silésie ; depuis l'expulsion des Allemands d'une minorité seulement.